# ボックス＝ミュラー法

ボックス＝ミュラー法（ボックス＝ミュラーほう、英: Box–Muller's method）とは、一様分布に従う確率変数から標準正規分布に従う確率変数を生成させる手法。計算機シミュレーションにおいて、正規分布に従う擬似乱数の発生に応用される。統計学者ジョージ・ボックスとマーヴィン・マラー（ミュラー）によって考案された。

## 概要
確率変数 X 及び Y が互いに独立で、ともに（0, 1）上での一様分布に従うものとする。このとき、
{\displaystyle {\begin{aligned}Z_{1}&={\sqrt {-2\log {X}}}\cos {2\pi Y},\\Z_{2}&={\sqrt {-2\log {X}}}\sin {2\pi Y}\end{aligned}}}
で定義される Z1, Z2 は、平均 0、分散 1 の標準正規分布N(0,1)に従う互いに独立な確率変数となる。一様分布に従う X 及び Y から正規分布に従う Z1, Z2 を与えるこの変換をボックス＝ミュラー変換という。また、この正規分布に従う確率変数を生成させる方法のことをボックス＝ミュラー法という。ボックス＝ミュラー法によって、比較的生成が容易な一様分布に従う乱数から、応用上、重要な正規分布に従う乱数を生成させることができる。

## 発想
2次元の標準正規分布に従う (Z1, Z2) において、2変数が互いに独立であれば、同時確率密度関数
{\displaystyle f(z_{1},z_{2})={\frac {1}{2\pi }}\exp \left(-{\frac {z_{1}^{2}+z_{2}^{2}}{2}}\right)}
は、円周上で定数値を与えることから、偏角
{\displaystyle \Theta =\arctan {\frac {Z_{2}}{Z_{1}}}}
は (0, 2π) 上で、一様分布をなす。一方、2次元ベクトル (Z1, Z2) の大きさの2乗
{\displaystyle R^{2}=Z_{1}^{2}+Z_{2}^{2}}
は自由度2のカイ二乗分布に従う。ここで、カイ二乗分布の性質から exp(−R2/2) は、(0, 1) 上の一様分布となる。
これらのことから、逆に (0, 1) 上で一様分布する2つの独立な確率変数 X, Y により、
{\displaystyle {\begin{aligned}\Theta &=2\pi Y,\\R^{2}&=-2\log {X}\end{aligned}}}
とすれば、
{\displaystyle {\begin{aligned}Z_{1}&=R\cos {\Theta },\\Z_{2}&=R\sin {\Theta }\end{aligned}}}
で定義される確率変数 Z1, Z2 は標準正規分布 N(0, 1) に従うこととなる。

## 証明
ボックス=ミュラー変換が標準正規分布を与えることは、特性関数を調べることで確認できる。実際、Z1 については、その特性関数は、
{\displaystyle \Phi _{Z_{1}}(\xi )=\langle e^{i\xi Z_{1}}\rangle =\int _{0}^{1}\int _{0}^{1}\exp(i\xi {\sqrt {-2\log {x}}}\cos {2\pi y})dxdy}
であり、変数変換
{\displaystyle x=\exp \left(-{\frac {r^{2}}{2}}\right),\,y={\frac {\theta }{2\pi }},\,dxdy=|J|drd\theta ={\frac {r}{2\pi }}\exp \left(-{\frac {r^{2}}{2}}\right)drd\theta }
によって、
{\displaystyle \Phi _{Z_{1}}(\xi )={\frac {1}{2\pi }}\int _{0}^{\infty }\int _{0}^{2\pi }\exp \left(i\xi r\cos {\theta }-{\frac {r^{2}}{2}}\right)rdrd\theta }
となるが、さらに変数変換
{\displaystyle z=r\cos {\theta },\,w=r\sin {\theta },\,dzdw=|J|drd\theta =rdrd\theta }
を行えば、
{\displaystyle {\begin{aligned}\Phi _{Z_{1}}(\xi )&={\frac {1}{2\pi }}\int _{-\infty }^{\infty }\int _{-\infty }^{\infty }\exp \left(i\xi z-{\frac {z^{2}+w^{2}}{2}}\right)dzdw\\&=\exp \left(-{\frac {\xi ^{2}}{2}}\right)\end{aligned}}}
を得る。これは、標準正規分布 N(0, 1) の特性関数にほかならない。